# Президентская кампания Бориса Надеждина
Президентская кампания Бориса Борисовича Надеждина на выборах 2024 года началась 24 декабря 2023 года по итогам съезда партии «Гражданская инициатива».

## Выдвижение
12 октября 2023 года Борис Надеждин сообщил о своём желании участвовать в предстоящих выборах президента, добавив, что ещё не принял окончательного решения, выдвигаться от партии или в качестве самовыдвиженца.
31 октября 2023 года политическая партия «Гражданская инициатива», выдвигавшая на выборах 2018 года телеведущую Ксению Собчак, заявила о готовности выдвинуть в президенты Бориса Надеждина, ранее обратившегося в политсовет партии. СМИ сообщили о том, что планируется открытие штабов для сбора подписей в 53 регионах Российской Федерации. Финансировать кампанию Надеждин планировал за счёт краудфандинга. «Гражданская инициатива» не представлена в Государственной думе и в региональных парламентах, поэтому для выдвижения от непарламентской партии будущему кандидату было необходимо собрать 100 000 подписей.
23 декабря на VII съезде партии «Гражданская инициатива» Надеждин был выдвинут кандидатом на президентские выборы 17 марта 2024 года и вступил в партию. За кандидата единогласно проголосовали 60 делегатов на тайном голосовании, в бюллетень был внесён только Надеждин.
23 января 2024 года штаб Надеждина сообщил, что были собраны более 100 тысяч подписей в 75 регионах страны. На следующий день пресс-секретарь президента России Дмитрий Песков заявил, что Кремль не согласовывал выдвижения в президенты Бориса Надеждина и не рассматривает его в качестве соперника.

## Ход кампании
В октябре 2023 года своё решение баллотироваться на выборы президента Надеждин объяснил желанием представить на выборах интересы десятков миллионов россиян, которые так же, как и он, недовольны политикой президента Владимира Путина. Кандидат подчеркнул, что никаких переговоров с Кремлём не ведёт и выступает против военных действий.
6 декабря в своём программном тексте Борис Надеждин рассказал о своей позиции, предложив России отказаться от противостояния с Западом в пользу сотрудничества. На вопрос корреспондента «Ведомостей» Надеждин заявил, что не рассчитывает на голоса избирателей, поддерживающих действующую российскую власть, а ориентируется на своих сторонников и колеблющихся, которые, по его мнению, придерживаются «скорее проевропейских взглядов».
24 января 2024 года в интервью «Живому гвоздю» Борис Надеждин заявил, что, когда он станет президентом РФ, то выпустит из тюрьмы Игоря Стрелкова, которого он считает политическим заключённым, так как его посадили за критику Путина.
31 января 2024 года Борис Надеждин сдал в ЦИК документы и подписи для регистрации на выборах президента РФ.
3 февраля стало известно, что более 60 типографий в Москве и других городах России, а также в Московской области, отказались печатать предвыборную газету Бориса Надеждина.
5 февраля представитель его штаба сообщил, что ЦИК нашла 15 % брака в подписных листах в поддержку Надеждина. Команда Надеждина не согласна с выводами ЦИК и будет их оспаривать.
8 февраля 2024 года ЦИК признал недействительными более 9 тыс. подписей за Бориса Надеждина и отказал в регистрации кандидатом в президенты. Для регистрации допустимо не больше 5 % брака или 5,25 тысяч.
9 февраля Надеждин сообщил, что в Удмуртии было изъято 400 тысяч экземпляров его агитационной газеты. Тираж был напечатан в Удмуртии и передан транспортной компании «Байкал сервис» для доставки в Казань и Нижний Новгород, где он должен был распространяться. Компания заявила, что газеты были изъяты полицией как экстремистский материал.
12 февраля 2024 года Борис Надеждин подал два иска об оспаривании нормативных актов ЦИК, которые регулируют порядок сбора подписей избирателей и проверки подписных листов. Политик добавил, что 16 февраля намерен подать в Верховный суд РФ третий и основной иск — об оспаривании отказа в регистрации кандидатом в президенты.
14 февраля 2024 года председатель ЦИК Элла Памфилова заявила, что поддерживающие Надеждина оппозиционные СМИ демонстрируют «абсолютно пещерное правовое сознание».
15 февраля 2024 года Верховный суд РФ отклонил оба иска Надеждина, оспаривающих требования ЦИК к сбору подписей.
По поводу смерти Алексея Навального написал следующее:
Семья Алексея Навального получила подтверждение его смерти
Маме Алексея, Людмиле Ивановне, сегодня выдали официальное уведомление о смерти сына. Согласно ему, Алексей умер в Харпе 16 февраля в 14:17 по местному времени.
Соболезнования родителям, Юле, детям. Держитесь.
Немцов. Теперь Навальный. Огромная потеря для всех нас. Уберечь Алексея не получилось.
Сейчас люди по всей России и миру парализованы болью от его потери, и кажется, что мечта о свободной России рассеялась.
Но это не так. Я сделаю все, чтобы реализовать стремление Алексея и миллионов граждан нашей страны.

Россия будет мирной и свободной!
17 февраля 2024 года Борис Надеждин подал иск в Верховный суд из-за отказа ЦИК в регистрации кандидатом в президенты. 21 февраля Верховный суд признал законным отказ ЦИК. Политик заявил, что намерен обжаловать это решение в течение пяти дней. 26 февраля Верховный суд рассмотрел жалобу политика и признал законным отказ по двум искам.
18 февраля 2024 года Борис Надеждин опубликовал финансовый отчет о работе своего избирательного штаба. Всего ему пожертвовали 102 млн рублей. Большую часть из этих средств потратили на выплату сборщикам подписей — почти 81 млн рублей.
4 марта 2024 года Верховный суд признал законным отказ допустить Бориса Надеждина к выборам президента РФ. Жалобу кандидата оставили без удовлетворения.

### Сбор подписей
В соответствии с законом «О выборах президента Российской Федерации» кандидат, выдвинутый политической партией, не представленной в Государственной думе, обязан собрать в свою поддержку 100 тысяч подписей избирателей (но не более 2,5 тысяч из каждого субъекта РФ).
По словам Надеждина, на 12 января 2024 года его командой были открыты офисы и точки сбора подписей в 46 регионах.
13 января Борис Надеждин провёл встречу со сторонниками в Санкт-Петербурге. В собрании приняли участие более 200 человек, в том числе муниципальные депутаты, активисты, выступающие против закона о комплексном развитии территорий (КРТ), жёны мобилизованных. Параллельно с мероприятием проходил сбор подписей в поддержку кандидата.
14 января Борис Надеждин сообщил о сборе около 9 тысяч подписей избирателей в свою поддержку.
После того, как несколько лидеров российской оппозиции призвали граждан поддержать кампанию Надеждина, сбор подписей значительно ускорился и у штабов Надеждина стали выстраиваться очереди.
17 января «Независимая газета» сообщила, что в поддержку Бориса Надеждина собрано 20 тысяч подписей, а избирательный фонд составляет свыше 17 млн рублей. Надеждин стал первым из кандидатов, чьи сторонники начали собирать подписи граждан России за рубежом.
18 января в Тбилиси открылся первый пункт по сбору подписей за пределами РФ. Впоследствии география сбора подписей расширилась на Аргентину, Армению, Австрию, Бельгию, Болгарию, Великобританию, Венгрию, Германию, Грецию, Данию, Израиль, Индонезию, Ирландию, Испанию, Италию, Казахстан, Кипр, Кыргызстан, Латвию, Литву, Молдову, Нидерланды, Норвегию, ОАЭ, Польшу, Португалию, Сербию, Словакию, Словению, США, Таиланд, Турцию, Узбекистан, Финляндию, Францию, Чехию, Черногорию, Швейцарию, Швецию, Шри-Ланку.
По данным официального сайта кампании, по состоянию на 24 января 2024 года в поддержку Бориса Надеждина было собрано более 137 тысяч подписей (при минимально необходимых 100 тысячах). При этом во многих регионах России было собрано всё ещё значительно меньше квоты в 2500 подписей, поэтому в последние дни упор делался именно на кампанию в регионах. Надеждин заявил, что его штаб сдаст в ЦИК подписи из всех регионов РФ, «кроме тех, которые, как бы это помягче сказать, недавно вошли в состав России». На северном Кавказе системный сбор удалось организовать только в Ингушетии, а жители других регионов могут поставить подписи, например, в Москве.
23 января была поставлена новая цель — 150 тысяч подписей в расчёте на большее число подписей из регионов и лучшую возможность выбора 105 тысяч «идеальных» подписей. Сам политик не сомневался, что требуемое число подписей будет собрано в срок.
24 января сайт кампании Надеждина был недоступен из-за DDoS-атаки, но был восстановлен в течение дня.
26 января, когда число подписей, собранных на территории России, стало достаточно, было решено не подавать в ЦИК подписи, собранные за рубежом. Это связано с неясным правовым статусом этих подписей и трудностями с их быстрой доставкой в Россию. Тем не менее, Надеждин заявил, что все подписи из-за рубежа будут доставлены в Россию и пересчитаны штабом, поскольку они — «доказательство огромной поддержки и желания сотен тысяч россиян, чтобы Россия стала страной мирной и свободной».
По данным на 25 января, было собрано чуть более 158 тысяч, а на 26 января — чуть более 197 тысяч подписей в поддержку выдвижения Бориса Надеждина, то есть план по сбору выполнен. Однако подписи планировалось собирать ещё несколько дней, в зависимости от региона.
К концу 30 января обработка подписей штабом была завершена. Борис Надеждин вместе со сторонниками сдал 105 тысяч подписей в ЦИК 31 января, в последний допустимый по закону день. ЦИК должен был проверить подписи и вынести решение о регистрации или снятии кандидата с выборов до 10 февраля.
ЦИК отобрал на проверку 60 тысяч подписей, из них 9209 (15 %) были признаны недействительными, что предполагает отказ в регистрации кандидата. Надеждин в своем телеграм-канале сообщил, что намерен доказать подлинность подписей. Часть ошибок при обработке подписей была допущена самими членами избиркома. В данных, которые ЦИК передал на проверку в МВД, содержались ошибки, например, был город «ростов на дому» и несколько раз повторялся «Салихард», которые сотрудники министерства внутренних дел сочли недостоверными.
5 февраля 2024 года «Новая газета. Европа» опубликовала материал с утверждением о добавлении 20 тысяч поддельных и непроверенных подписей со стороны представителей партии «Гражданская инициатива». Статью раскритиковали лидер партии Андрей Нечаев и оппозиционный блогер и политик Максим Кац.
8 февраля 2024 года ЦИК отказала в регистрации кандидатуры Бориса Надеждина на пост Президента РФ. Согласно данным Центризбиркома более 5 % предоставленных подписей за кандидата были недействительными. Борис Надеждин предоставил 105 тысяч подписей, 9147 из которых были признаны недействительными. Политик заявил, что будет обжаловать решение ЦИК в Верховном суде.
22 февраля в интервью «Живому гвоздю» Борис Надеждин рассказал, что его избирательный счёт был заблокирован почти сразу, как ЦИК отказал ему в регистрации. На счету оставалось около миллиона рублей, и штаб политика успел перевести эти деньги сотруднику, отвечающему за рекламу. Уже после блокировки на избирательный счёт продолжали поступать пожертвования, и всего было перечислено несколько сот тысяч рублей. Эти деньги организаторы кампании получить не могут, хотя у них остались финансовые обязательства на почти 10 млн. рублей перед примерно 400 сборщиками, которым, по закону, зарплата должна быть уплачена с избирательного счёта. При этом российские СМИ стали рассказывать, что Надеждин «сам у себя украл миллион рублей с избирательного счёта».

### Общественная поддержка
Кампанию Надеждина поддержали оппозиционные политики Екатерина Дунцова, Максим Кац, Михаил Ходорковский, Георгий Албуров, Любовь Соболь и Иван Жданов, политологи Екатерина Шульман, Станислав Белковский и Аббас Галлямов, журналисты Илья Варламов и Майкл Наки, музыкант Юрий Шевчук, активистки «Феминистского антивоенного сопротивления» и многие другие. 22 января в поддержку Надеждина оставил свою подпись Владислав Даванков — кандидат в президенты от партии «Новые люди», а 24 января — жена Алексея Навального Юлия Навальная.

## Программа и взгляды
1 ноября 2023 года Борис Надеждин дал интервью YouTube-каналу «Живой гвоздь», где рассказал о своей мотивации идти в президенты и ответил на некоторые вопросы относительно своей программы. Незадолго до этого в своих социальных сетях он опубликовал «манифест», в котором называет вторжение на Украину «фатальной ошибкой» действующего президента Владимира Путина и обвиняет его в том, что тот «тащит Россию в прошлое» и «уничтожает ключевые институты современного государства». Кроме того, Надеждин опубликовал в своём Telegram-канале программную статью «Место России в XXI веке», в которой он критически оценивает возрастание роли Китая в политике и экономике России и предлагает вернуться к курсу сближения с западными странами.
Незадолго до выдвижения Надеждин анонсировал свою предвыборную программу, состоящую из трёх разделов: «Восстановление разрушенных институтов», «Основные направления экономической и социальной политики» и «Внешняя политика и вооружённые силы». Экономическая часть программы была написана при участии председателя партии «Гражданская инициатива» Андрея Нечаева.
В числе институциональных изменений, предусматриваемых программой, Надеждин выделил возвращение честных выборов, федерализма и местного самоуправления, независимого правосудия, ревизию принятых за последние 15 лет законов с точки зрения соблюдения ими прав и свобод граждан. Выступает за немедленную амнистию политзаключённых и их последующую реабилитацию в судебном порядке.
Среди экономических изменений называется сокращение участия государства в экономике и демонополизация, поддержка малого бизнеса, налоговое стимулирование инноваций, а также переход к бюджетному федерализму и обеспечение предсказуемой налоговой политики, направленной на постепенное снижение налогов. Помимо этого, предполагается разрешение на строительство и эксплуатацию транспортной инфраструктуры частными компаниями, газификация регионов и соединение регионов новыми транспортными путями в обход Москвы. Среди приоритетных направлений социальной политики выделяются образование, здравоохранение и местный туристический бизнес; также указывается отмена пенсионной реформы для граждан 1958—1967 годов рождения. Уделяется внимание экологическим проблемам: предлагается утвердить стратегию экологического образования, ужесточить требования экологической экспертизы, создать систему утилизации и переработки отходов и так далее.
Касательно внешней политики программа предусматривает окончание войны с Украиной и мирные переговоры с Украиной и Западом, восстановление сотрудничества с западными странами и увеличение количества стран с безвизовым режимом для россиян путём дипломатии. Кроме того, предлагается переход к контрактной армии (отмена призыва). 11 января Надеждин в беседе с жёнами воюющих на Украине солдат назвал решение Путина начать войну большой ошибкой, которая будет иметь очень тяжёлые последствия — солдаты на фронте «проливают кровь», а «мы просто хотим, чтобы они вернулись назад».